# Atrax
Podkopnik (Atrax) – rodzaj pająków z infrarzędu ptaszników i rodziny Atracidae. Obejmuje pięć opisanych gatunków. Występują na południowym wschodzie Australii.

## Morfologia
Pająki średnich i dużych jak na przedstawicieli rodziny rozmiarów, osiągające od 15 do 30 mm długości ciała. Ubarwienie mają ciemne, zwykle przyżyciowo czarne lub ciemnobrązowe, u okazów przechowywanych w alkoholu jaśniejące, zazwyczaj rudobrązowe do ciemnoszarego. Owłosienie opistosomy (odwłoka) jest ciemne, prosomy zaś bardzo skąpe, a odnóży co najwyżej przeciętne.
Karapaks jest dłuższy niż szerszy, na przedzie wąski, o słabo wyniesionej części głowowej i poprzecznej jamce. Szczękoczułki mają człon nasadowy przysadzisty, ale stosunkowo chudszy niż u większości przedstawicieli pokrewnego rodzaju Hadronyche, a bruzdę wąską, V-kształtną, o zębach bocznych biegnących wzdłuż całej długości jej krawędzi, natomiast ząbkach pośrodkowych rozmieszczonych w pojedynczym szeregu ograniczonym do jej nasadowej połowy. Warga dolna jest duża, stosunkowo krótka, o długości wynoszącej co najwyżej ¾ szerokości. Kształt sternum jest jajowaty do wąsko-jajowatego. Odnóża są silne i długie, o stopach z kolcami na spodzie i trzema uzębionymi pazurkami. Odnóża pary pierwszej i drugiej u samca cechują się kolcami grzbietowymi na udach. Na goleni odnóża drugiej pary u samca leży pośrodku brzusznej powierzchni duża, stożkowata apofiza (hak) z wąskim, otoczonym pypciowatymi kolcami wierzchołkiem. Nadstopie drugiej pary samca z kolei odznacza się wklęśnięciem od strony przednio-brzusznej i małą apofizą pośrodku strony brzusznej. Opistosoma (odwłok) dysponuje czterema kądziołkami przędnymi, z których pary tylno-bocznej odznaczają się dość długim, palcowatym członem wierzchołkowym.
Nogogłaszczki samca mają rzepkę co najwyżej tak szeroką jak udo, cymbium krótkie, a bulbus wyposażony w długi, cienki, zakrzywiony embolus. Genitalia samicy zawierają dwie jednopłatowe, długie i wąskie spermateki.

## Ekologia i występowanie
Pająki te zamieszkują różne siedliska, od lasów deszczowych po przerzedzone lasy sklerofilne, a A. robustus radzi sobie również na stanowiskach synantropijnych, jak parki, ogrody czy tereny przemysłowe, wymagając jednak dostępności do miejsc zacienionych i unikając miejsc gęsto zaludnionych. Zwierzęta te czatują na ofiarę w lejkowato u wylotu rozszerzonych oprzędach, najczęściej umieszczonych pod leżącymi kłodami, kamieniami, w szczelinach gleby czy skał.
Rodzaj endemiczny dla południowego wschodu Australii. Wszystkie gatunki występują w Nowej Południowej Walii, a po jednym sięga do Australijskiego Terytorium Stołecznego i północno-wschodniej Wiktorii. 

## Taksonomia i ewolucja
Takson ten został wprowadzony w 1877 roku przez Octaviusa Pickarda-Cambridge'a na łamach „Annals and Magazine of Natural History” jako monotypowy rodzaj obejmujący tylko opisany w tej samej publikacji gatunek Atrax robustus. Na przestrzeni lat opisano w jego obrębie blisko 20 gatunków, z których aż 12 przeniesiono potem do rodzaju Hadronyche. Spośród zaliczanych obecnie do Atrax gatunków drugi przeniesiony został do niego przez Barbarę York Main w 1985 roku, jednak w 1988 roku Michael Roland Gray zsynonimizował go z gatunkiem typowym. W 2010 roku Gray dokonał rewizji rodzaju, opisując dwa nowe gatunki. Badania morfologiczne oraz molekularna analiza filogenetyczna Stephanie F. Lorii i współpracowników z 2025 roku pozwoliły na przywrócenie zsynonimizowanego wcześniej przez Graya oraz wyróżnienie kolejnego. W sumie do rodzaju zalicza się ich pięć:
- Atrax christenseni Dupérré et Smith, 2025
- Atrax montanus (Rainbow, 1914)
- Atrax robustus O. Pickard-Cambridge, 1877
- Atrax sutherlandi Gray, 2010
- Atrax yorkmainorum Gray, 2010

Początkowo podkopniki zaliczono do podrodziny Diplurinae, wyniesionej później do rangi rodziny Dipluridae. W 1901 roku Henry R. Hogg wyróżnił dla rodzajów Atrax i Hadronyche grupę Atraceae w obrębie Diplurinae. W 1980 roku Robert J. Raven przeniósł te rodzaje do Hexathelidae, rozważając nawet synonimizację Atrax z Hadronyche. W obrębie Hexathelidae dla rodzajów Atrax i Hadronyche, a potem także Illawarra wyróżniano podrodzinę Atracinae. Wyniki filogenetycznych analiz molekularnych wskazały jednak na bliższe pokrewieństwo Atracinae z Actinopodidae niż z innymi Hexathelidae, w związku z czym Marshal Hedin i inni w 2018 roku wynieśli ową podrodzinę do rangi rodziny Atracidae.
Wyniki analiz zespołu Lorii opublikowane w 2025 roku wskazują, że linie ewolucyjne rodzajów Atrax i Hadronyche rozdzieliły się 72 mln lat temu, w kredzie późnej, a różnicowanie się  gatunków w obrębie omawianego rodzaju zaczęło się 30 mln lat temu w oligocenie, kiedy to oddzieliła się linia rozwojowa A. sutherlandi. Kluczową rolę w specjacji podkopników odegrała przypuszczalnie fragmentacja siedlisk związana z mioceńskim pustynnieniem Australii; niewykluczona jest także rola barier topograficznych, np. w postaci Gór Błękitnych. Linia ewolucyjna A. christenseni oddzieliła się 17 mln lat temu, a rozejście linii A. montanus i A. robustus nastąpiło 10 mln lat temu.